# Accident aérien d'Ieïsk
L'accident aérien d'Ieïsk est survenu dans la soirée du 17 octobre 2022 lorsque, peu après son décollage pour un vol officiellement d’entraînement, un avion militaire Soukhoï Su-34 a rencontré un incident sur ses moteurs — qui ont pris feu en vol — et s'est écrasé sur un immeuble d’habitation de la ville portuaire de Ieïsk, dans le kraï de Krasnodar, en Russie,,,,.
Une grosse boule de feu était visible lors de l'impact, provoquant un incendie majeur dans le bâtiment de neuf étages. Plusieurs dizaines de victimes (environ quinze personnes tuées et une quarantaine blessées) sont à déplorer parmi les habitants de l’immeuble. Les deux pilotes se sont éjectés peu avant l’écrasement et sont sortis indemnes de l’accident.
L’incendie des moteurs au décollage pourrait être la conséquence d’un risque aviaire.

## Accident
Le ministère russe de la Défense a rapporté que le chasseur-bombardier Su-34 du 277e régiment d'aviation de bombardement s'était écrasé alors qu'il décollait pour effectuer un vol d'entraînement. Les pilotes se sont éjectés. Ils ont rapporté que la cause de l'accident était l'allumage de l'un des moteurs lors du décollage. Le ministère a déclaré que du carburant avait pris feu sur le site de l'accident,.
Des informations sur l'écrasement de l'avion Su-34 sur un immeuble résidentiel à plusieurs étages ont été reçues par le ministère des Situations d'urgence à 18 h 25, l'incident s'est produit dans la rue Krasnaya (rouge).

## Incendie
L'incendie a endommagé au moins 17 appartements dans un immeuble résidentiel, a déclaré le gouverneur du kraï de Krasnodar (en), Veniamin Kondratyev (en). Dans le même temps, le service de répartition de service de la ville a déclaré que l'incendie avait endommagé à un degré ou à un autre au moins 45 appartements. Selon le service, le feu a complètement englouti l'une des entrées, où il y a eu un effondrement des étages du neuvième au cinquième étage. Dans le même temps, le ministère régional des Situations d'urgence a signalé que des appartements du premier au cinquième étage avaient pris feu après l'accident.

## Victimes
Selon un bilan provisoire du 18 octobre au soir, au moins 15 personnes sont mortes et au moins 43 autres ont été blessées dont neuf enfants. Parmi cette quarantaine de personnes, 25 se trouvent encore à l'hôpital, dont trois dans un état critique.

## Enquête
Selon la chaîne Telegram du Comité d'enquête de Russie, une affaire pénale a été ouverte sur le crash de l'avion Su-34 à Ieïsk. Le département a noté que des criminologues du bureau central du département ont été envoyés sur les lieux de l'incident, les circonstances et les causes de l'incident sont en cours d'établissement. 
La piste du « défaut technique » est privilégiée par les enquêteurs russes.